# Krivodanovka
Krivodanovka (en russe : Криводановка) est un village de Russie situé dans l'oblast de Novossibirsk.

## Géographie
Krivodanovka se trouve au nord-ouest de l'oblast de Novossibirsk.

## Histoire
La localité est connue depuis 1700.

## Population
Recensements (*) et estimations de la population,, :
|       | \| 2002* \| 2010* \| 2021* \| \| ----- \| ------ \| ------ \| \| 9 123 \| 10 051 \| 11 874 \| |        |
| 2002* | 2010*                                                                                         | 2021*  |
| 9 123 | 10 051                                                                                        | 11 874 |